# Пиньял-Интериор-Норте
Субрегион Пиньял-Интериор-Норте (порт. Pinhal Interior Norte) — экономико-статистический субрегион в северной Португалии.
Входит в состав Центрального региона.
Включает в себя часть округов Коимбра и Лейрия.
Территория — 2617 км². Население — 138 543 человека. Плотность населения — 52,9 чел./км².

## География
Субрегион граничит:
- на севере — субрегион Дан-Лафойнш
- на востоке — субрегионы Серра-да-Эштрела и Кова-да-Бейра
- на юге — субрегионы Пиньял-Интериор-Сул и Медиу-Тежу
- на западе — субрегионы Пиньял-Литорал и Байшу-Мондегу

## Муниципалитеты
Субрегион включает в себя 14 муниципалитетов:

### Муниципалитеты округа Коимбра
- Арганил
- Вила-Нова-де-Пойареш
- Гойш
- Лозан
- Миранда-ду-Корву
- Оливейра-ду-Ошпитал
- Пампильоза-да-Серра
- Пенела
- Табуа

### Муниципалитеты округа Лейрия
- Алвайазере
- Ансьян
- Каштаньейра-де-Пера
- Педроган-Гранде
- Фигейро-душ-Виньюш